# Elben
Elben är en kommun och ort i Landkreis Altenkirchen i förbundslandet Rheinland-Pfalz i Tyskland.
Kommunen ingår i kommunalförbundet Verbandsgemeinde Betzdorf-Gebhardshain tillsammans med ytterligare 16 kommuner.